# Trindade (Goiás)
Pour les articles homonymes, voir Trindade.
Trindade est une ville brésilienne de l'État de Goiás. Elle est célèbre pour les fêtes religieuses en Juillet et elle est maintenant le troisième lieu de pèlerinage le plus important au Brésil. D'après le recensement de l'IBGE la population est 115 470 habitants. La municipalité s'étend sur 719,75 km2.

## Maires
| Période | Période | Identité          | Étiquette | Qualité |
| ------- | ------- | ----------------- | --------- | ------- |
| 2009    | 2012    | Ricardo Fortunato | PMDB      |         |
| 2013    | 2016    | Jânio Darrot      | PSDB      |         |